# Brave (webový prohlížeč)
Brave  je svobodný a otevřený webový prohlížeč vyvíjený společností Brave Software, založený na webovém prohlížeči Chromium. Brave je prohlížeč zaměřený na ochranu soukromí, výchozí nastavení je automatické blokování online reklamy a sledovačů webových stránek. Je dostupný pro řadu operační systémů, např. Microsoft Windows, macOS, Linux, Android či iOS. Přednastaveným webovým vyhledávačem se postupně stává Brave Search od stejné společnosti, ale v některým zemích a dříve jím byl i DuckDuckGo a Qwant.
Iniciátorem projektu, který byl založen v roce 2016, je Brendan Eich, známý jako tvůrce JavaScriptu. Projekt je napsán v C, JavaScriptu a C++. Vlastní prohlížeč je pod licencí Mozilla Public License, ale podstatně využívá i Privacy Badger a HTTPS Everywhere pod licencí GNU LGPL.
Do srpna 2016 společnost obdržela nejméně 7 milionů USD andělských investic od společností poskytujících rizikový kapitál, včetně zakladatelského fondu Petera Thiela, Propel Venture Partners, Pantera Capital, Foundation Capital a Digital Currency Group.
Obchodní model prohlížeče je nabízet uživatelům Brave schválené reklamy, ze kterých uživatel dostává 70 % částky z toho, co inzerent zaplatil za reklamu. Reklamní síť Brave Ads byla spuštěna v listopadu 2019. Mezi klienty reklam patřili partneři společnosti jako Vice, Home Chef, ConsenSys, eToro a další. Odměny jsou vypláceny v kryptoměně BAT (ERC20 Token založený na kryptoměně Ethereum). Uživatel se také může rozhodnout, jestli si odměnu nechá jen pro sebe nebo je rozdělí mezí své oblíbené webové stránky.
Aby webová stránka mohla přijímat odměny od uživatelů, musí být Brave ověřený web. Mezi Brave ověřené webové stránky patří například The Guardian, Vimeo nebo Wikipedia.
V listopadu 2020 společnost Brave uvedla, že má 20 milionů uživatelů měsíčně a jeden milion uživatelů denně aktivních. V říjnu 2020 se Brave stal nejlépe hodnoceným prohlížečem v obchodě Google Play.
V lednu 2021 společnost Brave integrovala Ecosia jako jednu ze svých možností vyhledávače. V březnu 2021 Brave získal Tailcat, vyhledávač vyvinutý společností Cliqz. Dále jej vyvíjí pod názvem Brave Search.